# Liste des communes de Castille-et-León

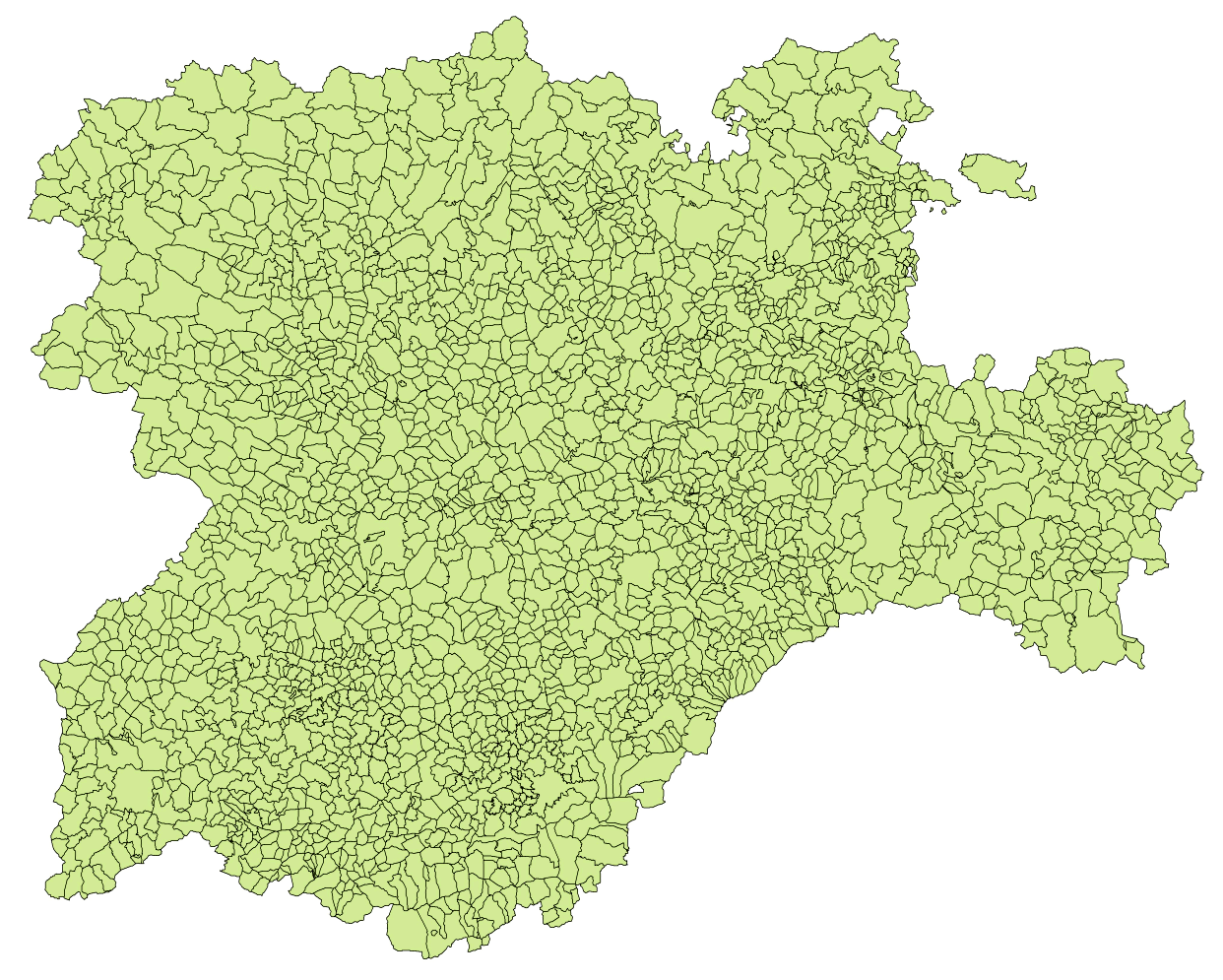
Communes de Castille-et-León en Espagne (2003).

La liste des communes de Castille-et-León est donnée par province.

## Liste par province
- Communes de la province d'Ávila
- Communes de la province de Burgos
- Communes de la province de León
- Communes de la province de Palencia
- Communes de la province de Salamanque
- Communes de la province de Ségovie
- Communes de la province de Soria
- Communes de la province de Valladolid
- Communes de la province de Zamora

### Sources
- (es) Instituto Nacional de Estadistica
  - (es) Instituto Nacional de Estadistica, « Superficie, population (données non corrigées), densité », sur www.ine.es (consulté le 15 août 2014)
  - (es) Instituto Nacional de Estadistica, « Données officielles de population résultant de la révision du recensement communal : de 1996 à 2014 », sur www.ine.es (consulté le 17 novembre 2015)